# Oberstufen-Kolleg Bielefeld

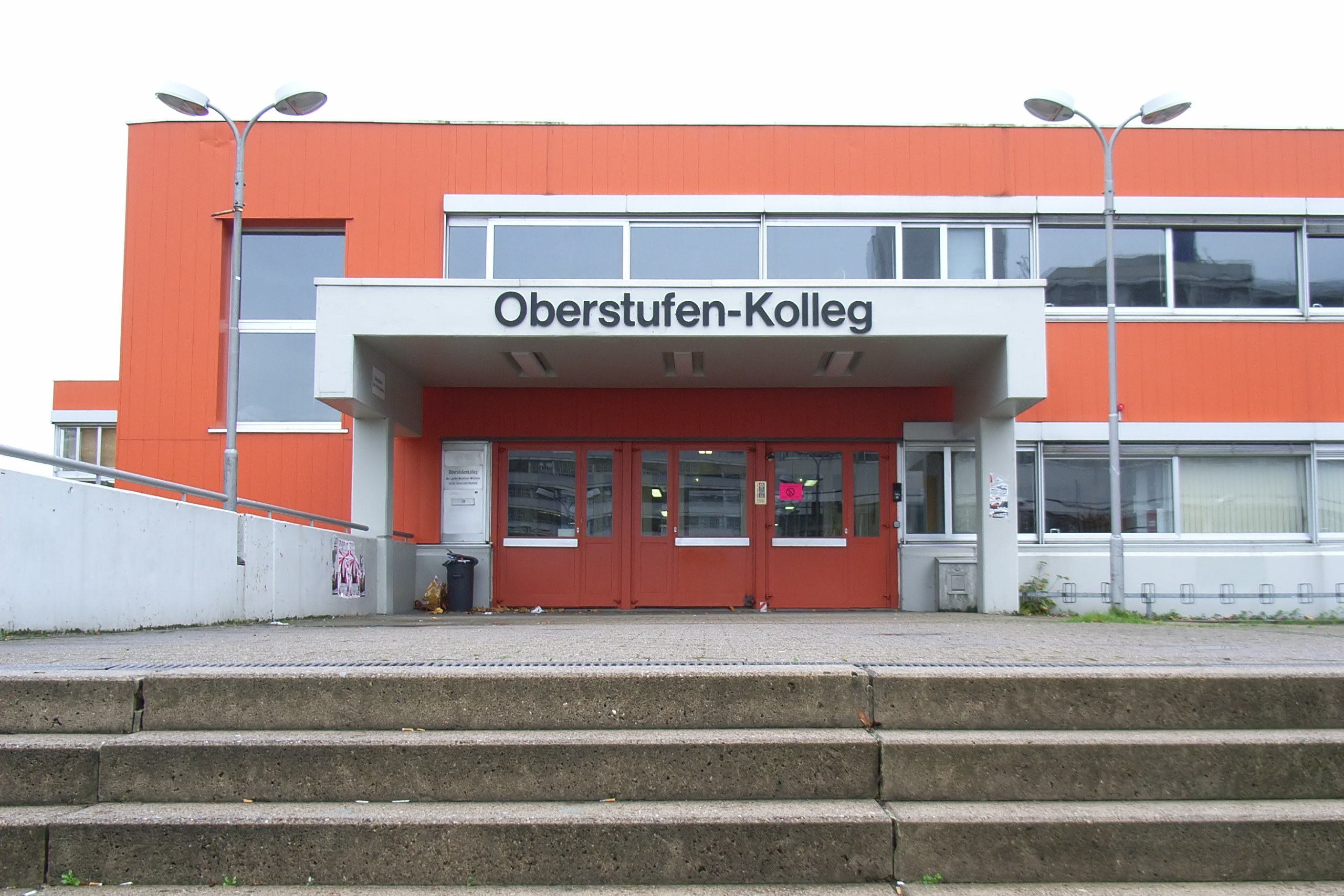
Eingangsbereich des Oberstufen-Kolleges

Das Oberstufen-Kolleg (kurz: OS) an der Universität Bielefeld ist eine Versuchsschule des Bundeslandes Nordrhein-Westfalen. Zusammen mit der Wissenschaftlichen Einrichtung Oberstufen-Kolleg (kurz: WE_OS) an der erziehungswissenschaftlichen Fakultät der Universität Bielefeld soll das Oberstufen-Kolleg innovative Formen des Lehrens und Lernens in der gymnasialen Oberstufe entwickeln, erproben, evaluieren und transferieren.

## Geschichte
Das Oberstufen-Kolleg wurde zusammen mit der Laborschule Bielefeld 1969 als „Strukturmerkmal“ der Universität Bielefeld von Hartmut von Hentig gegründet und 1974 im zeitlichen Kontext der reformierten Oberstufe eröffnet. Ludwig Huber war von 1989 bis 2002 wissenschaftlicher Leiter.
Von 1974 bis 2005 bot das Oberstufen-Kolleg als „College“ und „neue Tertiärstufe“ einen vierjährigen Bildungsgang an, der Lerninhalte der gymnasialen Oberstufe und des universitären Grundstudiums integrierte und in diesem Rahmen Allgemeinbildung in fächerübergreifenden Kursen, exemplarische studienorientierte Spezialisierung in zwei (aus ca. 25 wählbaren) Studienfächern und praktische Anwendung des Gelernten in Projekten miteinander verband. Die Kollegiaten konnten so den Weg in ein Studium gehen und in ein höheres Fachsemester des gewählten Studiengangs, zum Teil auch in das Hauptstudium wechseln.
Seine singuläre Position im Bildungssystem der Bundesrepublik bzw. des Bundeslandes Nordrhein-Westfalen hat allerdings die Landesregierung veranlasst, diesen Bildungsgang im Jahr 2005 auslaufen zu lassen und den Versuchsauftrag des Oberstufen-Kollegs auf den Bereich der gymnasialen Oberstufe zu reduzieren. Hans-Günter Rolff unterstützte diese Umstrukturierung.
Am 9. September 2024 feiern die Laborschule Bielefeld und das Oberstufen-Kolleg fünfzigjähriges Jubiläum. Im Rahmen dieses Jubiläums finden vom 9. September 2024 bis zum 14. September 2024 verschiedene Festakte und Programme auf dem Gelände der beiden Schulen statt.

## Struktur

### Auftrag
Als Versuchsschule hat das Oberstufen-Kolleg den Auftrag, Curricula, Lehr- und Lernformen für die Sekundarstufe II und für den Übergang in das Studium zu entwickeln, zu erproben und zu evaluieren.
Das Oberstufen-Kolleg gibt – insbesondere über die angegliederte Wissenschaftliche Einrichtung der Versuchsschule Oberstufen-Kolleg an der Universität Bielefeld – Unterrichtsmaterialien sowie Publikationen zu Schulentwicklung, Evaluation und Unterrichtsforschung heraus. Dazu gehört die Dokumentation der Forschungs- und Entwicklungsprojekte / Lehrerforscher*innenprojekte.
Als experimentelle gymnasiale Oberstufe schließt das Oberstufen-Kolleg mit der allgemeinen Hochschulreife ab, unterscheidet sich jedoch in ihrer reformorientierten Pädagogik von der gymnasialen Oberstufe an Gesamtschulen und Gymnasien. Den dreijährigen Bildungsgang (mit verschiedenen Möglichkeiten, die Ausbildungszeit durch einen „Quereinstieg“ auf zwei ober zweieinhalb Jahre zu verkürzen) bietet das Oberstufen-Kolleg seit Sommer 2002 an.

### Unterrichtsangebot
Im Vordergrund des Unterrichtes am Oberstufen-Kolleg stehen die Studienfächer, welche durch fachliche Spezialisierung auf ein Studium vorbereiten. Das Fächerangebot am Oberstufen-Kolleg übertrifft durch Angebote wie Rechtswissenschaften, Soziologie und Psychologie das einer Regelschule. Es werden neben den Studienfächern auch fächerübergreifende Grundkurse und Basiskurse in Deutsch, Mathematik, Informatik und Englisch angeboten.
Seit dem Wintersemester des Jahres 2011 sind einige Grundkurse der Hauptphase unter einem bestimmten Leitthema (z. B. „Arbeit & Leben“) in Profilen gebündelt. Diese können von den Kollegiaten am Ende des zweiten Semesters gewählt werden.

#### Die gestreckte Eingangsphase
Das Oberstufen-Kolleg bietet neben der regulären dreijährigen Ausbildung die gestreckte Eingangsphase für Geflüchtete an. Der Fokus der gestreckten Eingangsphase liegt darauf, die Kollegiaten dieser in besonderem Ausmaß dabei zu unterstützen, ihr Sprachniveau der deutschen Sprache zu verbessern. Die Kollegiaten der gestreckten Eingangsphase nehmen neben den von der regulären Eingangsphase abweichenden Kursen an einem oder zwei Kursen der regulären Eingangsphase sowie den gleichen Projekten teil. Nach der gestreckten Eingangsphase gehen die Kollegiaten dieser in die reguläre Hauptphase über.

### Besonderheiten
Die Leistungserbringung erfolgt durch Leistungsnachweise (kurz: LNW) und benotete Leistungsnachweise (kurz: BLNW). In der Eingangsphase werden keine Noten vergeben. Leistungsnachweise und Kurse werden in der Eingangsphase mit „bestanden“ und „nicht bestanden“ bewertet. In der Hauptphase wählen Kollegiaten, welche ihrer Leistungsnachweise benotet werden. Ihre LNWs und BLNWs sammeln die Kollegiaten während ihrer Ausbildung am Oberstufen-Kolleg in einem Portfolio.
Eine Besonderheit ist das Tutorensystem, welches den Kollegiaten die Möglichkeit gibt, sich einen Lehrenden als speziellen Ratgeber bis zum Abitur und Ansprechpartner für sämtliche Fragen zu wählen.
In den letzten beiden Wochen eines jeden Semesters wählen und belegen die Kollegiaten ein Projekt, in welchem sie zu einem Thema ihrer Wahl arbeiten und forschen. Den Kollegiaten wird ebenso die Möglichkeit gegeben ein Projekt zu planen und dieses mit der Unterstützung eines Lehrenden durchzuführen. Der reguläre Unterricht findet in der Projektphase nicht statt.

### Organisation
Kollegleiter und Nachfolger von Jutta Obbelode ist Lutz van Spankeren. Weitere Mitglieder der Kollegleitung sind als Pädagogische Leiterin Michaele Geweke und als Organisationsleiter Ian Voß.

### Mitwirkung

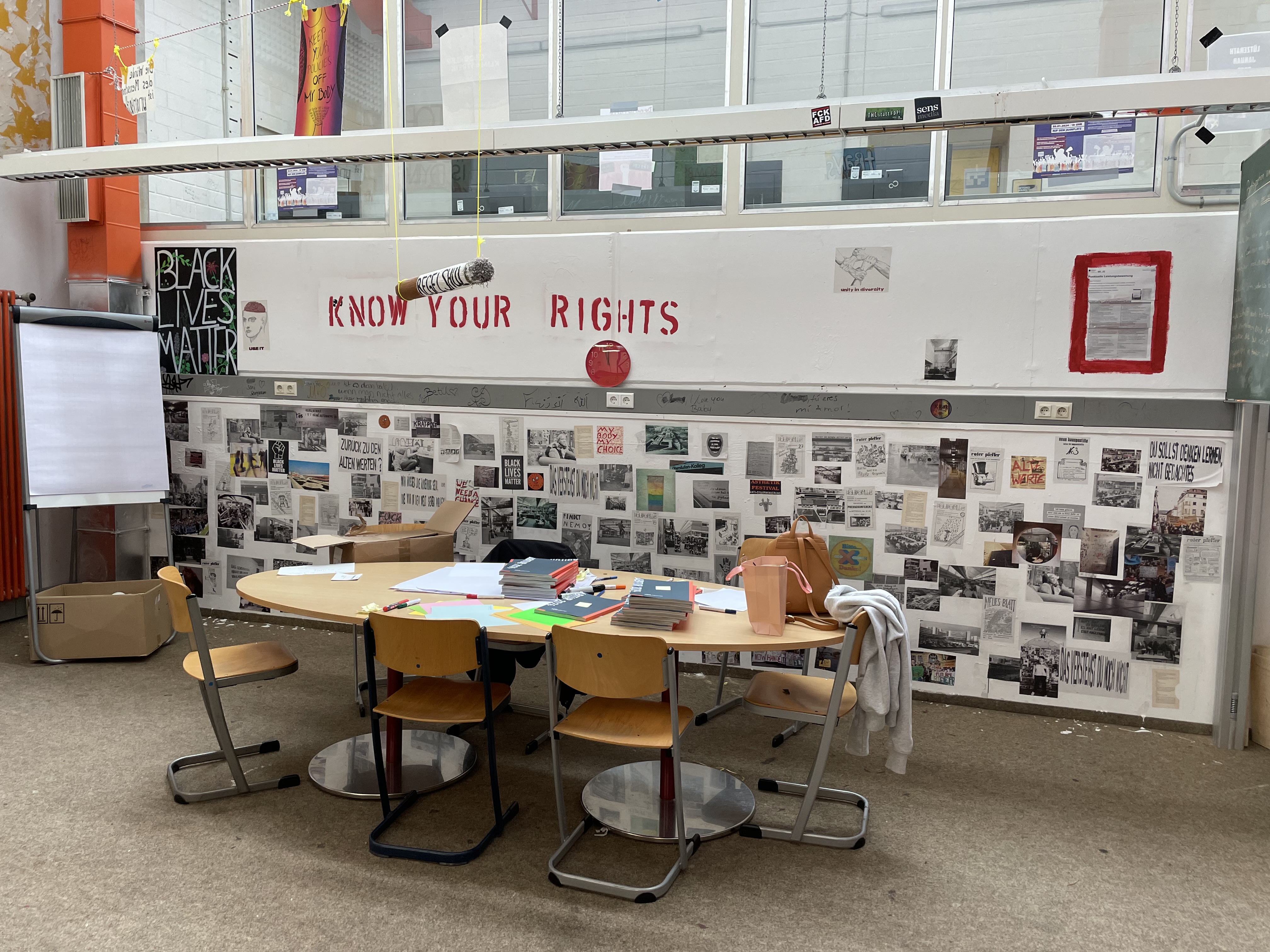
Raum des Kollegiaten-Rats

Im Rahmen des Konzeptes die Kollegiaten interessenorientiert auszubilden bietet das Oberstufen-Kolleg diesen zahlreiche Partizipationsmöglichkeiten. Die Kollegiaten werden durch den Kollegiaten-Rat (kurz: KRat) vertreten. Neben dem KRat gibt es verschiedene Gremien und Kurse wie den Mentoringkurs oder die Kurse der Demokratischen Partizipation, an welchen die Kollegiaten teilhaben können.

### Architektur

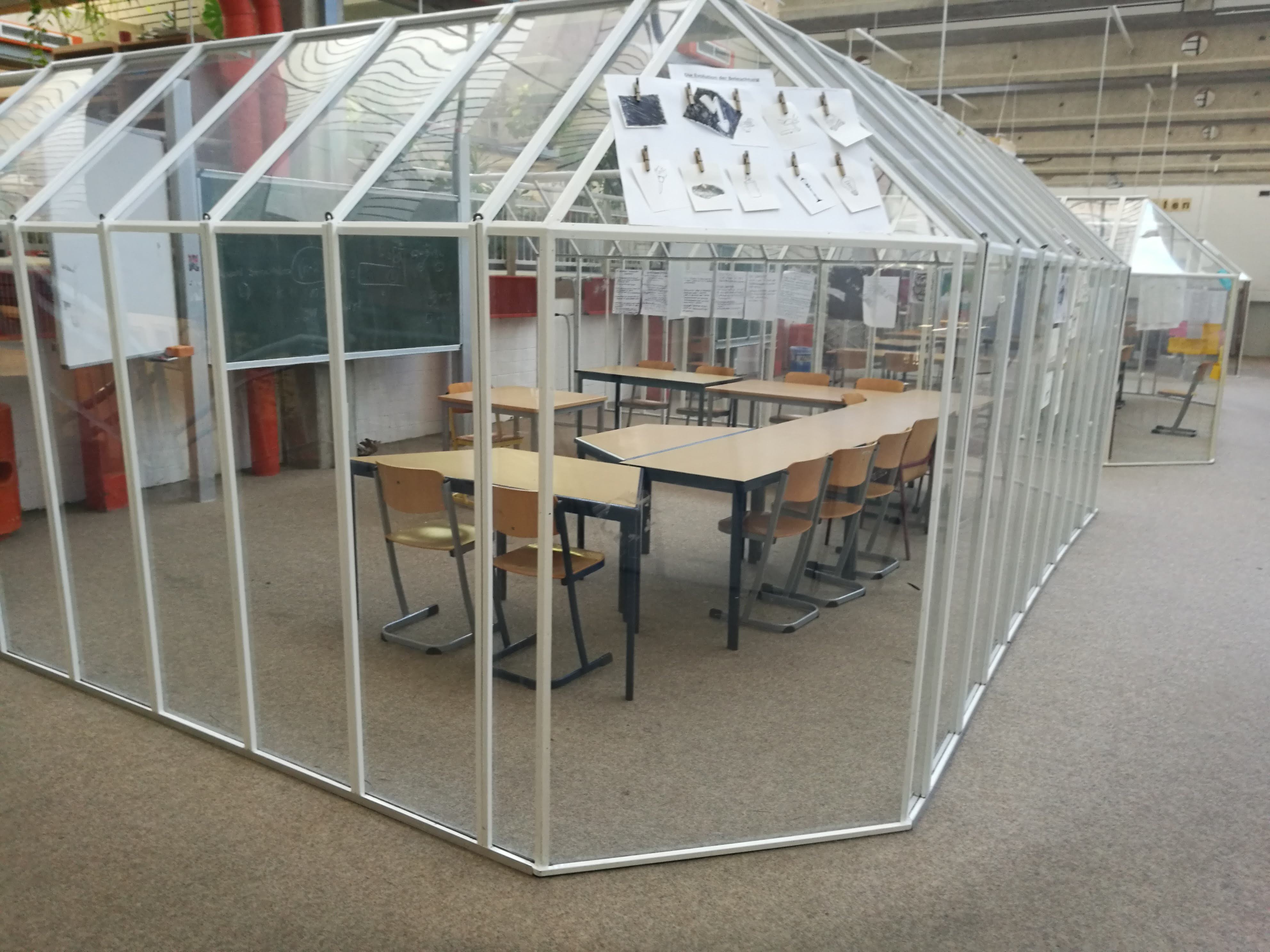
Unterrichtsbereich auf Feld III

Die Architektur des Oberstufen-Kollegs wurde bei dessen Planung als wichtiger Bedeutungsträger betrachtet, der das pädagogische Konzept der Schule repräsentieren sollte.
Den Schülern sollte es ebenso möglich sein, auf einer großen Fläche als Gemeinschaft zu lernen sowie sich an störungsfreie Lernorte zurückziehen zu können. Aus diesem Grund existieren im Zentrum der Schule drei große Felder, die durch erhöhte Galerien, so genannte „Wiche“, voneinander abgegrenzt sind. Auf den Feldern findet innerhalb von beweglichen hölzernen Stellwänden Unterricht statt; allerdings werden sie ebenso für Veranstaltungen, wie z. B. Aufführungen und Versammlungen, genutzt. Die „Wiche“ können nicht nur für Kleingruppenarbeit oder den Aufenthalt in den Pausen aufgesucht werden, sondern beherbergen auch die Arbeitsplätze der Lehrenden um bessere Ansprechbarkeit zu gewährleisten. Ein geschlossenes Lehrerzimmer existiert nicht.

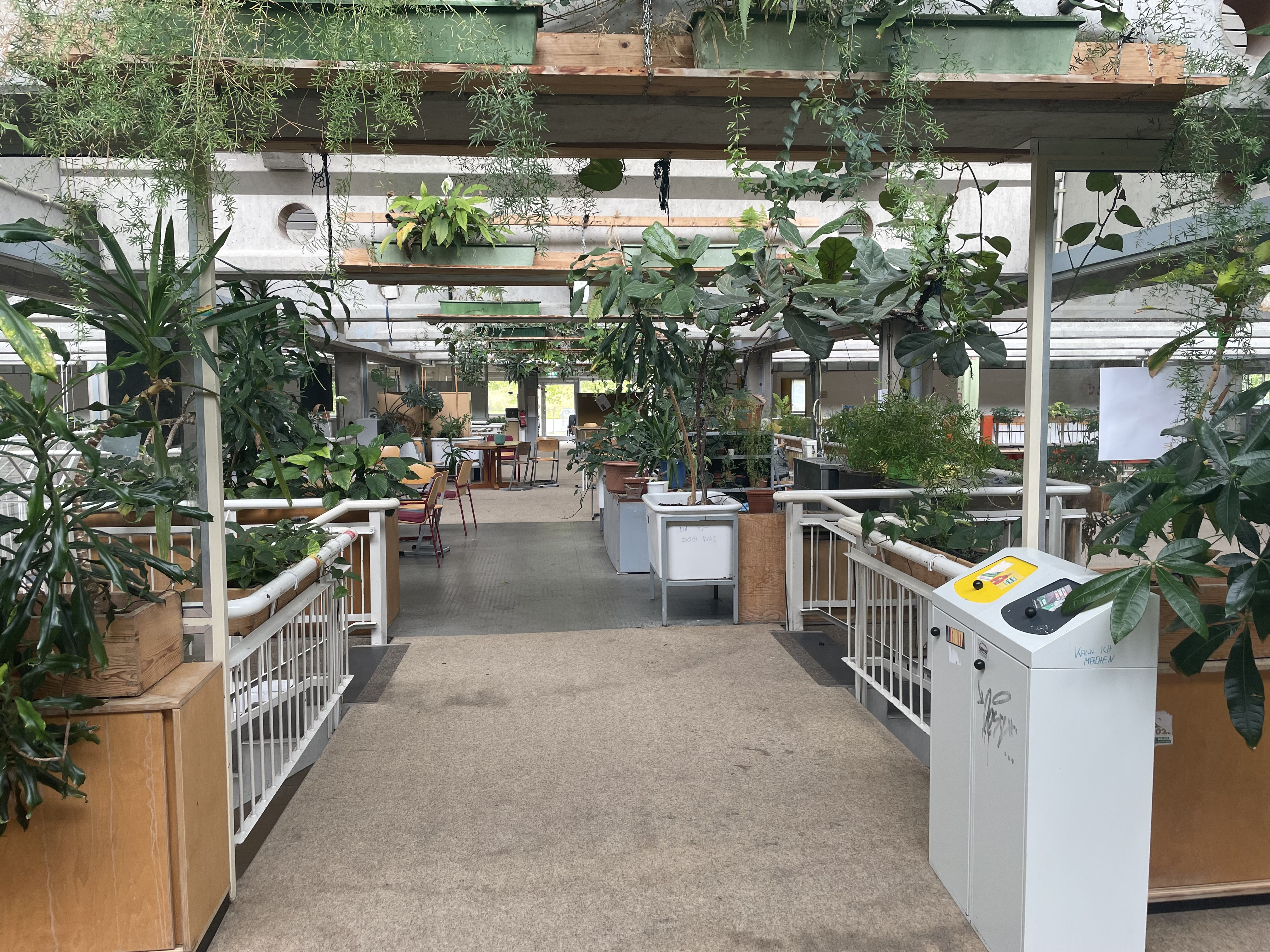
Öko-Wich zwischen Feld II und Feld III

Außerdem bestehen separate Fachräume für Sprachen, Naturwissenschaften, Musik, Kunst, Medienräume, ein Hörsaal und eine Bibliothek. Die Sporthalle befindet sich zwischen den beiden im selben Komplex befindlichen Schulen (siehe Laborschule Bielefeld), die durch die sogenannte „Schulstraße“ verbunden sind, und wird gemeinschaftlich genutzt. Geplant wurde das OS von dem Architekturkollektiv PLK1.

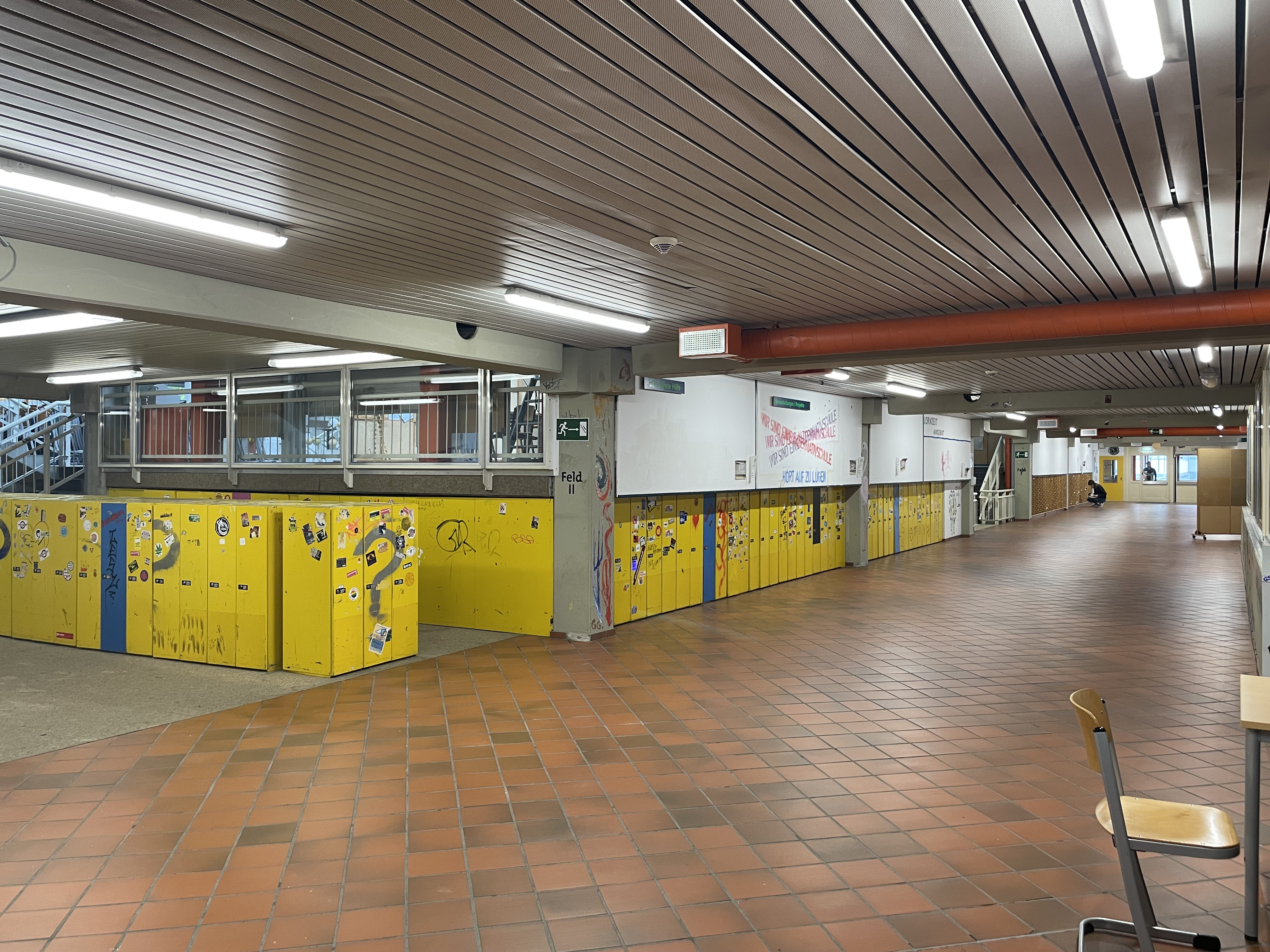
„Schulstraße“, welche die Laborschule und das Oberstufen-Kolleg verbindet.

## Auszeichnungen und Kooperationen
Bei der Verleihung des Deutschen Schulpreises am 9. Juni 2010 in Berlin wurde das Oberstufen-Kolleg als beste Schule in der Kategorie „Leistung“ ausgezeichnet.
Das Oberstufen-Kolleg ist eine UNESCO-Projektschule. Ihre Ziele sind die internationale Verständigung und Zusammenarbeit. Das Kolleg arbeitet mit der deutschen Humboldt-Schule Guayaquil an dem Entwicklungsprojekt Daular seit 1998 zusammen. Das Projekt hat 2006/2007 eine Auszeichnung der UNO für seinen einzigartigen Charakter gewonnen. Außerdem ist die Schule Mitglied im Schulverbund Blick über den Zaun und im Netzwerk BlickRichtung Vielfalt.
Das Oberstufen-Kolleg ist Teil des Schulnetzwerkes Schule ohne Rassismus – Schule mit Courage.

## Bekannte Dozenten
- Irene Below (* 1942), Kunsthistorikerin und Pionierin der Feministischen Kunstgeschichte
- Hans von Fabeck (* 1961), Philosoph und Autor
- Gerd Hölscher (1936–2004), Grafiker, Zeichner und Fachvertreter für künstlerische Praxis
- Barbara Koch-Priewe (* 1950), Erziehungswissenschaftlerin
- Maria Kublitz-Kramer, Literaturwissenschaftlerin
- Marion Kraft (* 1946), Literaturwissenschaftlerin, Übersetzerin
- Georg Joseph Krieger (1930–2015), Komponist, Musikpädagoge
- Edith Murasov, Sängerin (Mezzosopran) und Gesangspädagogin
- Anna-Christine Rhode-Jüchtern (* 1944), Musikwissenschaftlerin
- Georg Rox (* 1957), Jazz-Pianist und Dozent für Jazz-Klavier, Musiktheorie, Improvisation
- Ellen Spickernagel (* 1941), Kunsthistorikerin und Pionierin der Feministischen Kunstgeschichte
- Ellen Thormann (* 1954), Kunsthistorikerin und Dozentin
- Elke Werneburg, Künstlerin und Psychologin

## Bekannte ehemalige Kollegiaten
- Sascha Demand (* 1971), Komponist und Improvisationsmusiker
- Michael Goehre (* 1975), Poetry-Slammer
- Ronald Grunert (* 1955), Werbefotograf
- Harald Hahn (* 1966), Theatermacher und Sänger
- Margarete Huber, Sängerin (Sopran) und Komponistin
- Mechthild Janda (* 1970), Geigerin und Gründungsmitglied der Folk-Rock-Band Harpyie
- Ralf Kleinemas (* 1968), bildender Künstler
- Verena Krieger (* 1961), Kunsthistorikerin und ehemalige Politikerin (Die Grünen)
- Marlene Marlow (* 1970), Schauspielerin
- Til Mette (* 1956), Cartoonist und Maler
- Klaus Möller (* 1967), bildender Künstler, Medienkünstler
- Astrid Pyttlik, Sängerin (Mezzosopran)
- Marisa Rosato (* 1967), Fotografin
- Akampita Steiner (* 1969), Folkmusikerin
- Judith Walgenbach (* 1970), bildende Künstlerin
- Gerd Weichynik (* 1958), Architekt

## Trivia
- Rosita Zander (1954–2015), leitete mehr als 40 Jahre das Kolleg-Sekretariat und galt als „Herz des OS“.[15]